# Tom Kühnhackl
Tom Kühnhackl (né le 21 janvier 1992 à Landshut en Allemagne) est un joueur professionnel allemand de hockey sur glace. Il évolue au poste d'ailier.
Son père, Erich, a également été un joueur de hockey professionnel.

## Biographie

### Carrière en club
Formé au EV Landshut, il fait ses débuts professionnels lors de la saison 2008-2009 avec les Landshut Cannibals en 2. Bundesliga, deuxième division allemande. À l'issue de cette saison, il est repêché par les Spitfires de Windsor de la Ligue de hockey de l'Ontario (LHO) en 24e position lors de la sélection européenne de la Ligue canadienne de hockey.
Il joue une autre saison en Allemagne avec les Cannibals en plus de prendre part à quatre matchs avec l'Augsburger Panther en première division allemande, la Deutsche Eishockey-Liga. Après cette saison, il participe au repêchage d'entrée de 2010 de la Ligue nationale de hockey et est choisi en 110e position, au quatrième tour, par les Penguins de Pittsburgh.
La saison suivante, il s'envole en Amérique du Nord pour aller jouer au niveau junior avec les Spifires dans la LHO. Après avoir disputé sa première saison junior, il signe un contrat de trois saisons avec les Penguins. En 2011-2012, après avoir commencé la saison avec les Spifires, il est échangé aux IceDogs de Niagara. Lors d'un match contre les Rangers de Kitchener, en novembre 2011, il assène un coup de coude à la tête de Ryan Murphy qui lui vaut une expulsion du match. La ligue décide de le suspendre pour 20 matchs à la suite de ce coup à la tête.
Kühnhackl joue la saison 2012-2013 avec les équipes affiliées aux Penguins, soit les Nailers de Wheeling de l'ECHL et les Penguins de Wilkes-Barre/Scranton(WBS) de la Ligue américaine de hockey. Il ne joue que 13 matchs au total lors de cette saison en raison d'une blessure à l'épaule. 
Après une saison 2013-2014 où il joue de nouveau entre l'ECHL et la LAH, il joue la saison 2014-2015 entière dans la LAH.
Lors de la saison 2015-2016, il joue dans la LAH avec l'équipe de WBS puis fait ses débuts dans la LNH après avoir été rappelé par Pittsburgh, avec qui il joue une quarantaine de matchs. Tom Kühnhackl marque son premier but en février 2016 et participe à 24 matchs des séries éliminatoires pour soulever la coupe Stanley en 2016 avec l'équipe des Penguins de Pittsburgh. Il sera le premier joueur allemand à ramener la coupe dans son pays (bien que troisième à la remporter) pour passer sa journée de célébration dans sa ville natale.
Lors de la saison suivante, il participera à 57 matchs dont uniquement 11 en série éliminatoire à cause d'une blessure.

### Carrière internationale
Au niveau international, il représente l'Allemagne en sélection jeune puis en équipe principale.

## Statistiques

### En club
| Saison     | Équipe                            | Ligue         |     | Saison régulière | Saison régulière | Saison régulière | Saison régulière | Saison régulière |    | Séries éliminatoires | Séries éliminatoires | Séries éliminatoires | Séries éliminatoires | Séries éliminatoires |
| Saison     | Équipe                            | Ligue         | PJ  | B                | A                | Pts              | Pun              | PJ               | B  | A                    | Pts                  | Pun                  |                      |                      |
| 2007-2008  | EV Landshut U18                   | DNL           | 30  | 21               | 21               | 42               | 97               | 3                | 1  | 1                    | 2                    | 2                    |                      |                      |
| 2008-2009  | EV Landshut U18                   | DNL           | 6   | 4                | 3                | 7                | 31               | 7                | 5  | 5                    | 10                   | 27                   |                      |                      |
| 2008-2009  | Landshut Cannibals                | 2. Bundesliga | 42  | 11               | 10               | 21               | 34               | 6                | 1  | 0                    | 1                    | 6                    |                      |                      |
| 2009-2010  | Landshut Cannibals                | 2. Bundesliga | 38  | 12               | 9                | 21               | 38               | 6                | 0  | 0                    | 0                    | 2                    |                      |                      |
| 2009-2010  | Augsburger Panther                | DEL           | 4   | 0                | 0                | 0                | 0                | -                | -  | -                    | -                    | -                    |                      |                      |
| 2010-2011  | Spitfires de Windsor              | LHO           | 63  | 39               | 29               | 68               | 47               | 18               | 11 | 12                   | 23                   | 10                   |                      |                      |
| 2011-2012  | Spitfires de Windsor              | LHO           | 4   | 1                | 3                | 4                | 6                | -                | -  | -                    | -                    | -                    |                      |                      |
| 2011-2012  | IceDogs de Niagara                | LHO           | 30  | 7                | 18               | 25               | 29               | 20               | 6  | 5                    | 11                   | 14                   |                      |                      |
| 2012-2013  | Nailers de Wheeling               | ECHL          | 2   | 1                | 0                | 1                | 2                | -                | -  | -                    | -                    | -                    |                      |                      |
| 2012-2013  | Penguins de Wilkes-Barre/Scranton | LAH           | 11  | 2                | 2                | 4                | 6                | -                | -  | -                    | -                    | -                    |                      |                      |
| 2013-2014  | Penguins de Wilkes-Barre/Scranton | LAH           | 48  | 8                | 2                | 10               | 22               | 2                | 0  | 0                    | 0                    | 2                    |                      |                      |
| 2013-2014  | Nailers de Wheeling               | ECHL          | 16  | 7                | 7                | 14               | 12               | 10               | 6  | 0                    | 6                    | 6                    |                      |                      |
| 2014-2015  | Penguins de Wilkes-Barre/Scranton | LAH           | 72  | 12               | 18               | 30               | 19               | 8                | 0  | 2                    | 2                    | 0                    |                      |                      |
| 2015-2016  | Penguins de Wilkes-Barre/Scranton | LAH           | 23  | 7                | 8                | 15               | 18               | -                | -  | -                    | -                    | -                    |                      |                      |
| 2015-2016  | Penguins de Pittsburgh            | LNH           | 42  | 5                | 10               | 15               | 24               | 24               | 2  | 3                    | 5                    | 0                    |                      |                      |
| 2016-2017  | Penguins de Pittsburgh            | LNH           | 57  | 4                | 12               | 16               | 18               | 11               | 1  | 1                    | 2                    | 4                    |                      |                      |
| 2017-2018  | Penguins de Pittsburgh            | LNH           | 69  | 2                | 6                | 8                | 6                | 12               | 0  | 0                    | 0                    | 4                    |                      |                      |
| 2018-2019  | Islanders de New York             | LNH           | 36  | 4                | 5                | 9                | 10               | 8                | 0  | 3                    | 3                    | 2                    |                      |                      |
| 2018-2019  | Sound Tigers de Bridgeport        | LAH           | 1   | 2                | 1                | 3                | 0                | -                | -  | -                    | -                    | -                    |                      |                      |
| 2019-2020  | Islanders de New York             | LNH           | 28  | 3                | 3                | 6                | 2                | 3                | 0  | 1                    | 1                    | 0                    |                      |                      |
| 2019-2020  | Sound Tigers de Bridgeport        | LAH           | 4   | 0                | 2                | 2                | 2                | -                | -  | -                    | -                    | -                    |                      |                      |
| 2020-2021  | Sound Tigers de Bridgeport        | LAH           | 22  | 4                | 9                | 13               | 8                | -                | -  | -                    | -                    | -                    |                      |                      |
| 2021-2022  | Skellefteå AIK                    | SHL           | 46  | 3                | 10               | 13               | 6                | 6                | 0  | 1                    | 1                    | 2                    |                      |                      |
| 2022-2023  | Skellefteå AIK                    | SHL           | 32  | 10               | 8                | 18               | 14               | 17               | 2  | 3                    | 5                    | 0                    |                      |                      |
| Totaux LNH | Totaux LNH                        | Totaux LNH    | 232 | 18               | 36               | 54               | 60               | 58               | 3  | 8                    | 11                   | 10                   |                      |                      |

### En équipe nationale
| Année | Compétition                     |    | PJ | B | A | Pts | Pun                   |  | Résultat |
| 2008  | Défi mondial -17 ans            | 5  | 4  | 1 | 5 | 2   | 9e place              |  |          |
| 2009  | Défi mondial -17 ans            | 5  | 4  | 3 | 7 | 2   | 6e place              |  |          |
| 2009  | Championnat du monde -18 ans    | 6  | 1  | 1 | 2 | 4   | 10e place             |  |          |
| 2010  | Championnat du monde -18 ans D1 | 5  | 4  | 2 | 6 | 2   | 1re place du groupe B |  |          |
| 2011  | Championnat du monde junior     | 6  | 1  | 0 | 1 | 16  | 10e place             |  |          |
| 2017  | Qualification olympique         | 3  | 2  | 1 | 3 | 0   | Qualifié              |  |          |
| 2021  | Championnat du monde            | 10 | 3  | 2 | 5 | 2   | 4e place              |  |          |
| 2022  | Jeux olympiques                 | 4  | 1  | 0 | 1 | 2   | Dixième place         |  |          |

## Trophées et honneurs personnels
- 2015-2016 : Coupe Stanley avec les Penguins de Pittsburgh
- 2016-2017 : Coupe Stanley avec les Penguins de Pittsburgh